# Den kongelige familie (film)
Den kongelige familie (originaltitel The Royal Family of Broadway) er en amerikansk komedie fra 1930, instrueret af George Cukor og Cyril Gardner.
Manuskriptet blev skrevet af Herman Mankiewicz og Gertrude Purcell, baseret på skuespillet The Royal Family af Edna Ferber og George S. Kaufman.
Filmen havde Ina Claire, Fredric March, Mary Brian, Henrietta Crosman, Arnold Korff og Frank Conroy på rollelisten. Fredric March blev nomineret til en Oscar for bedste mandlige hovedrolle for sin rolle i filmen.

## Eksterne Henvisninger
- Den kongelige familie på Internet Movie Database (engelsk)
- Den kongelige familie på Filmdatabasen
- Den kongelige familie i Svensk Filmdatabas (svensk)
- Den kongelige familie på MovieMeter (nederlandsk)
- Den kongelige familie på AllMovie (engelsk)
- Den kongelige familie på The Movie Database (engelsk)
- Den kongelige familie på Filmaffinity (engelsk)